# Old Guy
Pour plus de détails, voir Fiche technique et Distribution.
Old Guy est un film américano-britannique réalisé par Simon West et sorti en 2024.
Il est présenté en avant-première au festival du film de Newport Beach en octobre 2024.

## Synopsis
Danny Dolinski est un tueur à gages en fin de carrière. La « Compagnie » lui demande cependant de rester encore un moment sur le terrain, pour former un nouveau venu, Wihlborg, digne représentant de la « Génération Z ».

## Fiche technique
Sauf indication contraire, les informations mentionnées dans cette section peuvent être confirmées par la base de données cinématographiques IMDb,  présente dans la section « Liens externes ».
- Titre original : Old Guy
- Réalisation : Simon West
- Scénario : Greg Johnson
- Musique : Andrew Simon McAllister et Mono Town
- Costumes : Ciana O'Kane
- Photographie : Martin Ahlgren
- Montage : Chris Gill, Andrew MacRitchie et Todd E. Miller
- Production : Martin Brennan, Norman Golightly, Petr Jákl, Jib Polhemus et Hal Sadoff
- Sociétés de production : 23ten Productions Ltd., Boxo Productions, Dark Castle Entertainment, Highland Film Group et Source Management + Production ; en association avec LB Entertainment, Pfaff & Pfaff Productions et Studio 507
- Sociétés de distribution : The Avenue (États-Unis), Lumiere Ventures (Royaume-Uni), SND (France)
- Budget : N/A
- Pays de production :  États-Unis,  Royaume-Uni
- Langue originale : anglais
- Format : couleur
- Genre : comédie, action
- Durée : 104 minutes
- Dates de sortie[1] :
  - États-Unis : 17 octobre 2024 (festival de Newport Beach), 21 février 2025 (en salles)
  - France : 5 avril 2025 (Diffusion sur Canal+)
- Classification[2] :
  - États-Unis : R

## Distribution
- Christoph Waltz (VF : Christian Gonon) : Danny Dolinski
- Lucy Liu (VF : Laëtitia Godès)  : Anata
- Cooper Hoffman : Wihlborg
- Desmond Eastwood : Colton

## Production
En janvier 2023, il est annoncé que Highland Film Group va cofinancer le film, produit par Jib Polhemus et Martin Brennan ainsi que par Hal Sadoff et Norman Golightly de Dark Castle Entertainment. Christoph Waltz est alors annoncé dans le rôle principal. En avril 2023, Lucy Liu, Cooper Hoffman et Desmond Eastwood sont également confirmés.
Le tournage a lieu à Belfast courant 2023. Les prises de vues se déroulent également à Bangor.

## Sortie et accueil
En mai 2023, il est annoncé que SND distribuera le film en France. En mars 2024, The Avenue acquiert les droits de distribution pour l'Amérique du Nord. Le film est présenté en avant-première au festival du film de Newport Beach le 17 octobre 2024.